# 茂木淳一のバーチカル・ドロップ
『茂木淳一のバーチカル・ドロップ』（もぎじゅんいちのバーチカルドロップ）は、TOKYO FMで放送されていた生放送ラジオ番組。2006年4月から2007年3月30日にかけて放送された。

## 放送時間
- 毎週金曜 25:00 - 29:00 （土曜1:00 - 5:00）

当番組放送の関係で『ラジオPeopleにサウンド・エールを送る週末応援番組 ミッドナイトランブラー』はネットを見送っている。

## パーソナリティ
- 茂木淳一 （タレント）

## タイムテーブル
- 25:00　オープニング
- 25:15頃　お便り紹介
  - 「今何をしていますか？」というテーマで募集。
- 25:50　AIR Di:GA 
  - ディスク・ガレージ・チケットインフォメーション。毎週さまざまなアーティストをゲストに呼ぶ。現在は「DI:GA 茂木放送協会」に引き継がれている。
- 26:30　シネマ・デリ （山内トモコ）
- 27:00頃　お便り紹介
- 27:30　Music Storage （行達也、KOTOKO）
- 28:00　TOKYOコーンフレーク
  - 茂木淳一による時事ニュース。BGMにはTOKYO UPDATE（当時のTOKYO FM ニュース）平日版をそのまま流用。冒頭部分を「TOKYO コーンフレーク」に変えている。
- 28:05　ゴールデンタイム
- 28:15頃　ボブは大卒
  - リスナーからニッチな情報を募集し紹介するコーナー。
- 28:30　The End of Week
  - 全国各地の週末情報を紹介。
- 28:56　エンディング、次回予告

## その他
- 28時台は、「ゴールデンタイム、ボブは大卒」と銘打って、リスナーからメールやファックスなど、お便りを大量に紹介する。
- 番組ジングルも凝っており、声優の野川さくらや歌手の奥華子、そして映画評論家の水野晴郎のジングルまであり、多彩である。